# Radmer
Radmer ist eine Gemeinde mit 474 Einwohnern (Stand 1. Jänner 2025) in der Steiermark, im Gerichtsbezirk bzw. Bezirk Leoben in Österreich.

## Geografie

### Geografische Lage
Die Gemeinde Radmer liegt in der Obersteiermark zwischen Eisenerz, Hieflau und Johnsbach. Die Entwässerung erfolgt über den Radmer Bach, der im Norden durch eine Talenge zum Erzbach fließt. Im Osten, Süden und Westen ist das Gemeindegebiet von den Ennstaler Alpen umschlossen. Die markantesten Gipfel sind der Hochkogel (2105 m) im Osten, Zeiritzkampel (2125 m) im Süden und der Lugauer (2217 m) im Westen.
Die Gemeinde hat eine Fläche von 82,60 Quadratkilometer. Davon sind 3 Prozent landwirtschaftliche Nutzfläche, 10 Prozent Almen und 77 Prozent Wald.

### Gemeindegliederung
Das Gemeindegebiet umfasst folgende zwei Ortschaften und gleichnamige Katastralgemeinden (in Klammern Einwohnerzahl Stand 1. Jänner 2025):
- Radmer an der Hasel (137)
- Radmer an der Stube (337)

### Nachbargemeinden
|                    | Landl                                       |          |
| Admont             | Kompassrose, die auf Nachbargemeinden zeigt | Eisenerz |
| Wald am Schoberpaß | Kalwang                                     |          |

## Geschichte
Das früheste Schriftzeugnis ist von 1426 und lautet „Redmir“. Woraus teilweise geschlossen wurde, der Name könnte auf den slawischen Personennamen Radomir oder Radimir zurückgehen.
Wahrscheinlicher könnte sich Radmer zusammensetzen aus: aus:
Rad- = aus einem Ruf- oder Personennamen (Rado, Rademar, Radolt etc.) und
-mer = Variante von -mar (von althochdeutsch -mari, „berühmt“) oder sogar eine Verkürzung aus -berg, -perch

Zwar sind diese Deutungen nicht eindeutig belegbar, aber mindestens sprachlich und historisch plausibler als eine isolierte slawische Herkunft ohne weitere Belege.
In der Mitte des 16. Jahrhunderts begann der Abbau von Kupfer in der Radmer. Der Höhepunkt wurde im Jahr 1760 mit 1100 Zentner Kupfer erreicht. In dieser Zeit waren über 200 Personen im Bergbau beschäftigt. Der Abbau wurde 1855 eingestellt. Vom Beginn des 18. Jahrhunderts bis 1979 wurde auch Eisenerz abgebaut. Bis Ende der 1970er Jahre wurde durch die Waldbahn Radmer Holz und Erz Richtung Hieflau befördert.

## Kultur und Sehenswürdigkeiten

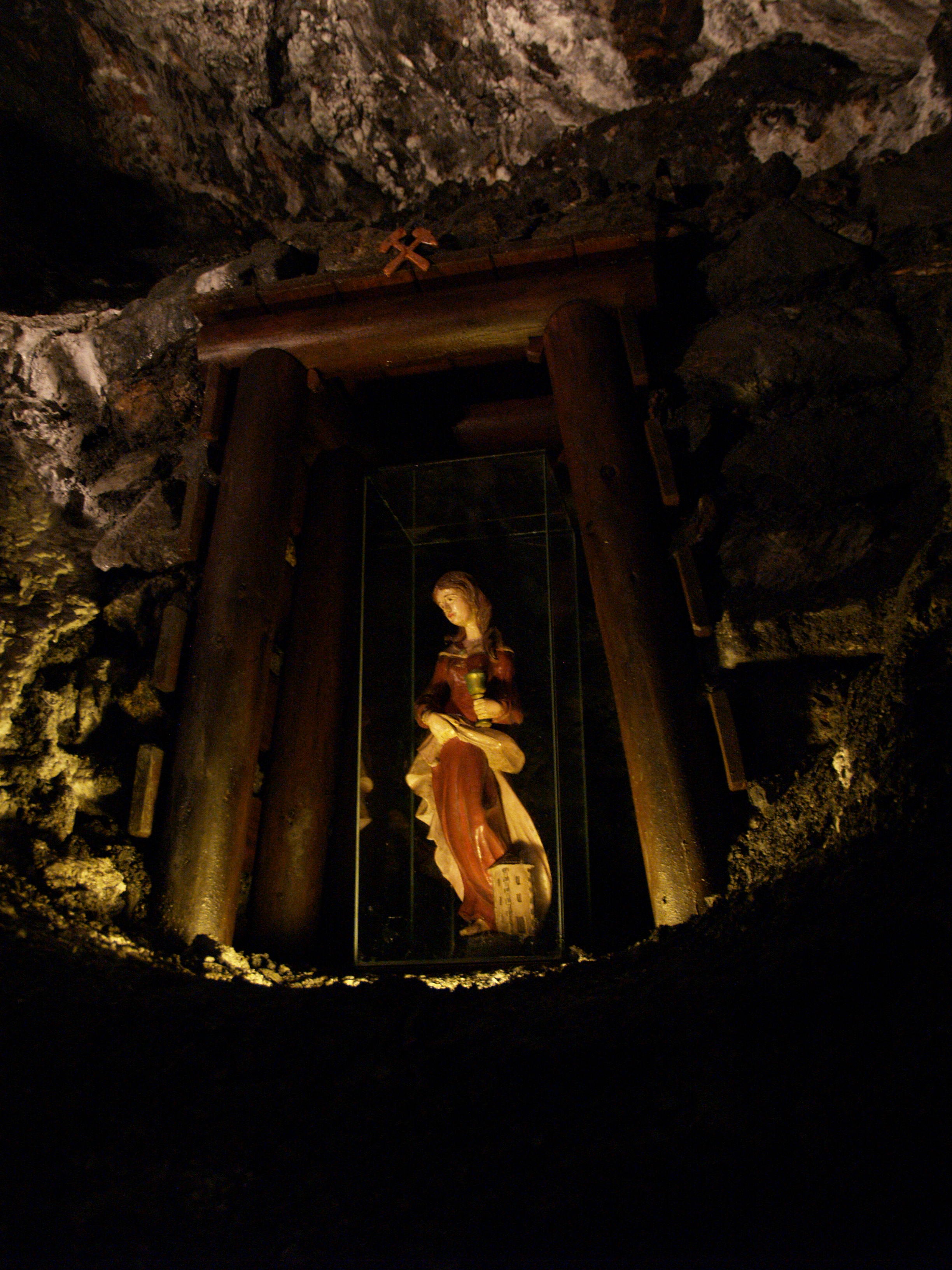
Hl. Barbara im Kupferschaubergwerk Radmer

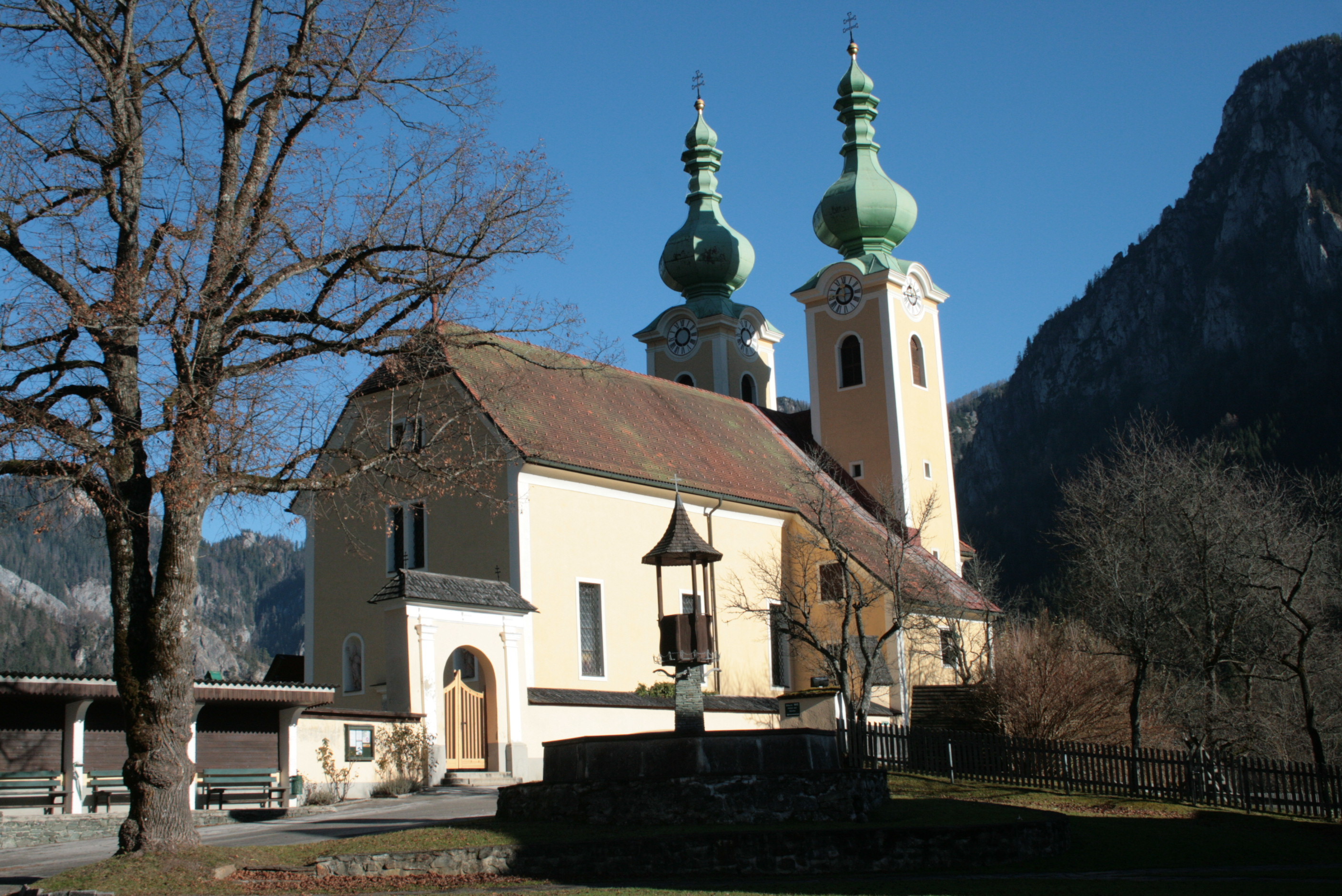
Pfarrkirche Radmer

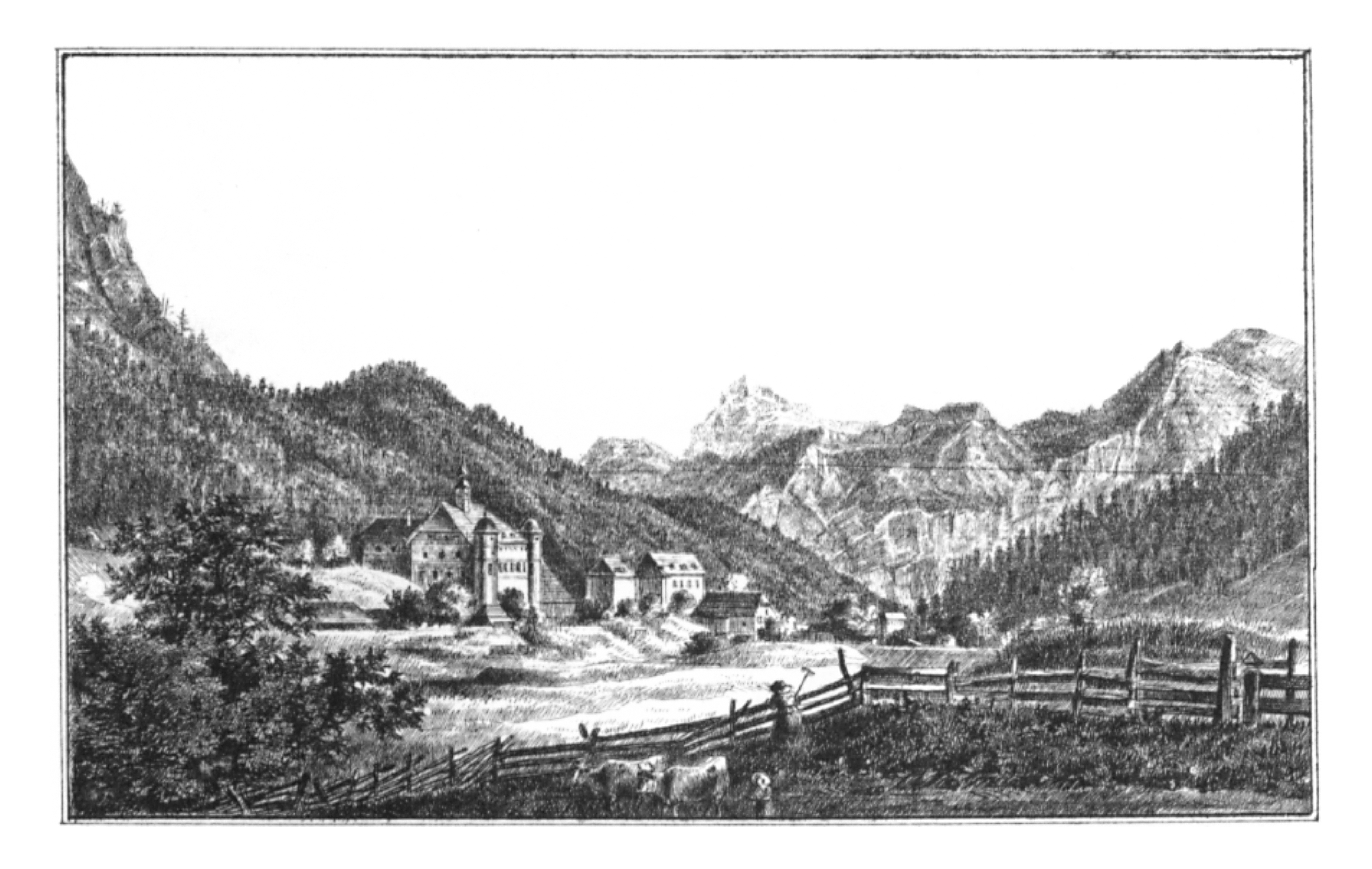
Schloss Greifenberg um 1830
Lith. Anstalt J.F. Kaiser, Graz

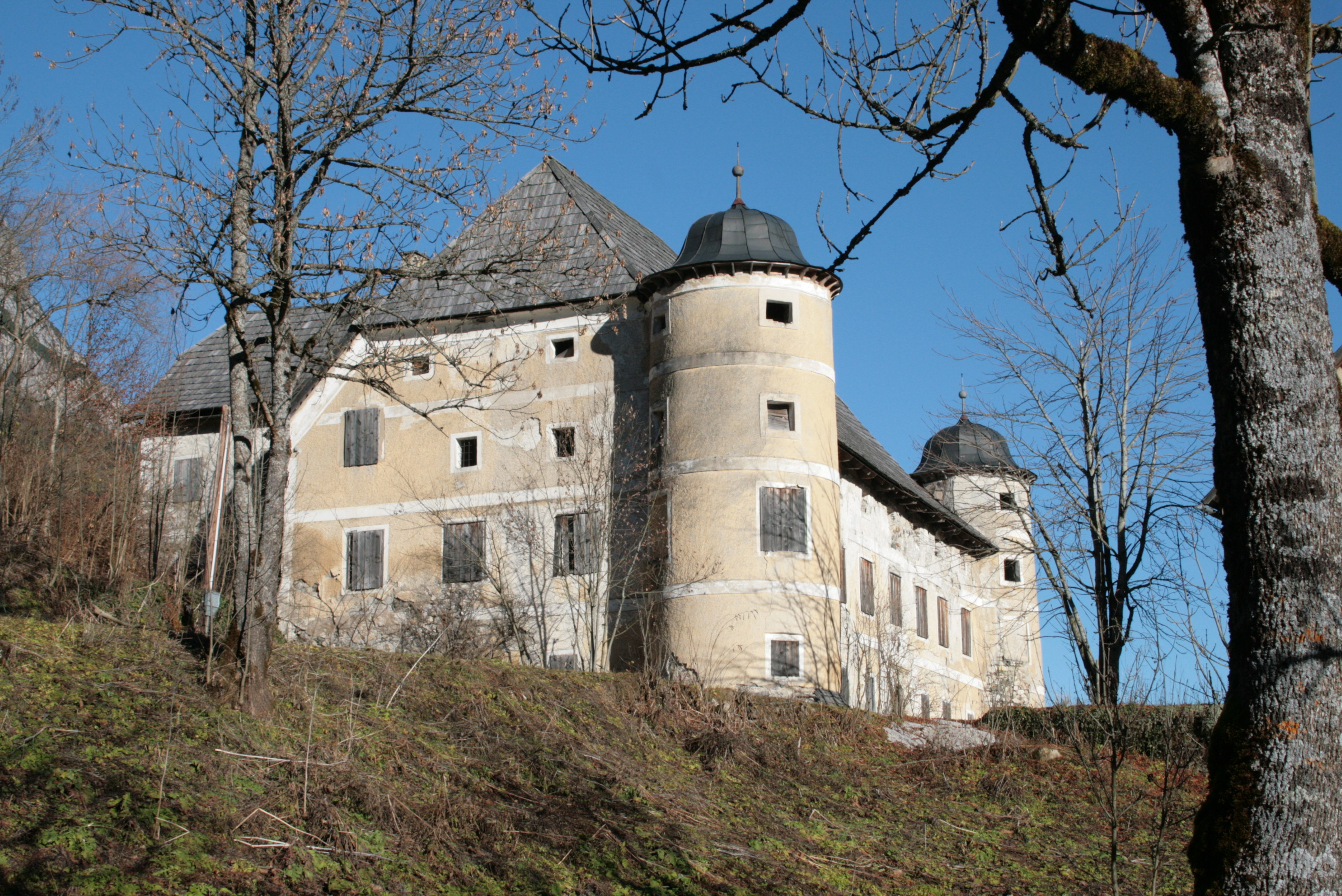
Schloss Greifenberg (2012)

### Bauwerke
- Paradeisstollen: Der Paradeisstollen ist ein Kupferschaubergwerk und erinnert an den Bergbau Radmer. Mit einer Stollenbahn können Besucher das spätmittelalterliche Kupferbergwerk befahren. Der Radmerer Kupferbergbau zählte in seiner Blütezeit zu den vier bedeutendsten Kupferabbaustätten in Mitteleuropa und bestand aus etwa 60 Stollen. Die höchste Fördermenge wurde im Jahre 1596 mit 480 Tonnen Rohkupfer erreicht. 1634 fand in diesem Bergbau eine der ersten Sprengungen mit Schwarzpulver in den Alpenländern statt. Im 16. und 17. Jahrhundert war das Kupferbergwerk im Besitz der Äbte des Stiftes Seitenstetten in Niederösterreich. Im Betriebsgebäude des Schaubergwerkes befindet sich ein Schauraum, in dem Funde aus dem Bergwerk sowie Mineralien und andere Exponate ausgestellt sind.

- Katholische Pfarrkirche Radmer hl. Antonius von Padua: Die Wallfahrtskirche zum heiligen Antonius von Padua, die am 10. August 1602 eingeweiht wurde, befindet sich im Ortsteil Radmer an der Stube. Entworfen wurde die Kirche vom Hofbaumeister Giovanni Pietro de Pomis, die Umsetzung der Pläne erfolgte durch den Baumeister Hans Reßl. Diese Kirche galt als Patronatskirche des Kaisers Franz Joseph. Der Hochaltar aus der Zeit um 1727 mit seiner Säulenarchitektur und Umgangsportalen nimmt den gesamten Chorschluss ein. Kernstück ist das Altarblatt aus dem Jahr 1602. Es zeigt den Heiligen Antonius von Padua mit dem Jesuskind am Arm. Zwei gleich große Seitenaltäre aus dem Jahr 1681 schmücken den Triumphbogen am Eingang zum Hochaltar. Ein Bild der Immakulata beherrscht den evangelienseitigen Marienaltar. Epistelseitig zeigt das große Altarblatt die „heiligen drei Madln“ (Die Heiligen Barbara, Katharina und Margaretha). Die Kanzel stammt aus dem Jahr 1714 und wird Josef Claudius Zeller zugeschrieben. Auf der ursprünglich doppelten Empore wurde 1737 eine neue Orgel vom Grazer Orgelbauer Johann Georg Mitterreither aufgestellt. Im Hinblick auf die Dreihundertjahrfeier 1902[7][8] wurden die Fresken des Gotteshauses 1899/1900 neu ausgemalt. Hierzu waren die Wiener Maler Hermann Ulrich und Carl Otto Czeschka beauftragt. Nach einem Brand 1951 musste die Kirche erneut renoviert werden. Eine weitere Renovierung außen fand 1990 und für den Innenraum 1992–1993 statt. Außerdem erhielt die Gemeinde durch einen Münchner Stifter namens „Radmer“ zwei neue Kristallluster geschenkt.[9]

- Schloss Greifenberg: Das einstige kaiserlich-österreichische Jagdschloss Greifenberg (ursprünglich Greifenstein genannt) im oberen Radmertal mit viergeschoßigen runden Ecktürmen geht auf einen Schlossbau um das Jahr 1600 zurück. Es wurde seinerzeit unter dem geadelten Juristen Johann Baptist Linsmayr von Greiffenberg (1542–1608), Großvater der barocken Dichterin Catharina Regina von Greiffenberg, der Sitz eines Gewerken und erhielt baulich die heutige Erscheinungsform. Es gehörte im 19. Jahrhundert dem Stift Seitenstetten in Niederösterreich, wurde Ende des Jahrhunderts ein Jagdschloss des österreichischen Kaisers Franz Joseph. Als Erbteil des Thronfolgers Erzherzog Franz Ferdinand von Habsburg-Este kam es nach dessen Ermordung im Jahr 1914 in Sarajewo an seine morganatischen Nachkommen, die Fürsten und Herzöge von Hohenberg. Schloss Greifenberg ging durch Besitzteilung des Hohenberg’schen Forstbetriebes auf Heide und Franz Hohenberg über. Das Schloss ist unbewohnt und befindet sich im Verfall.[10]

- Herrschaftshaus in Radmer Nr. 19: Das Bauwerk war schon zu Zeiten des Kaiser Maximilian I. von Habsburg (1459–1519) ein Jagdhaus „in Redmeregg“, wurde im Jahr 1602 zu einem Schloss ausgebaut und war später ein Verwaltungsgebäude für den Bergbau. Heute zeugen das Portal, die vermauerten Doppelfenster, mächtige Gewölbe und Türleibungen von dem Alter und der Bedeutung des Gebäudes.

- Jagdschloss Radmer: In den Jahren 1872/1873 wurde das einstöckige ehemalige kaiserlich-österreichische Jagdschloss östlich der Sankt Antoniuskirche im Ortsteil Radmer an der Stube im Aussehen eines Berghauses in der Schweiz nach den Plänen des Hofbaumeisters Anton Ölzelt erbaut. Hier logierte der Kaiser Franz Joseph I., wenn er zu den Hofjagden in die Radmer kam. Die 20.000 Hektar Waldbesitz wurden nach dem Tod des Kaisers auf Grund seiner testamentarischen Verfügungen an die Waisenkinder des 1914 in Sarajevo ermordeten Erzherzog-Thronfolgers Franz Ferdinand von Österreich-Este, Max, Sophie und Ernst von Hohenberg übertragen. Nach dem Anschluss Österreichs 1938 wurden Maximilian und Ernst Hohenberg ins Konzentrationslager Dachau deportiert, weil sie sich für die Selbstständigkeit Österreichs und gegen den „Anschluss“ an das Deutsche Reich ausgesprochen hatten. Ihre Besitzungen, darunter auch der Forstbesitz in Radmer, wurden vom Deutschen Reich enteignet. Erst 1949 erfolgte die Rückgabe. Später wurde der Forstbesitz unter den Erben aufgeteilt. Das Jagdschloss dient heute der Familie Hohenberg als Wohnhaus und Forstverwaltung.[11]

### Regelmäßige Veranstaltungen
- Der Almabtrieb findet jeden Herbst in der Hinterradmer statt.
- In der Vorderradmer findet jedes Jahr zu Antoni (Mitte Juni) am Samstag ein Fest statt, am darauffolgenden Sonntag ist ein Kirtag.
- Zu Pfingsten gibt es jedes Jahr ein Pfingstfußballturnier.

## Wirtschaft und Infrastruktur
Nach der Einstellung des Bergbaus und dem Rückgang der Land- und Forstwirtschaft gibt es nur noch wenige Arbeitgeber in der Gemeinde, sodass die Einwohnerzahl sinkt und die Anzahl der Auspendler hoch ist.

### Ansässige Unternehmen
- Freiherrlich von und zu Guttenberg'sche Privatstiftung

### Wirtschaftssektoren
Die folgende Tabelle zeigt die Entwicklung der Anzahl der Betriebe und der Beschäftigten in den Wirtschaftssektoren:
| Wirtschaftssektor            | Anzahl Betriebe | Anzahl Betriebe | Anzahl Betriebe | Erwerbstätige | Erwerbstätige | Erwerbstätige |
| Wirtschaftssektor            | 2021            | 2011            | 2001            | 2021          | 2011          | 2001          |
| ---------------------------- | --------------- | --------------- | --------------- | ------------- | ------------- | ------------- |
| Land- und Forstwirtschaft 1) | 8               | 37              | 41              | 18            | 25            | 25            |
| Produktion                   | 3               | 1               | 2               | 3             | 6             | 26            |
| Dienstleistung               | 22              | 25              | 18              | 41            | 47            | 48            |

1) Betriebe mit Fläche in den Jahren 2010 und 1999, Arbeitsstätten im Jahr 2021

### Sport
Die Berge rund um die Radmer werden häufig für Wanderungen und Schitouren genutzt. Bekannt ist vor allem der steile Aufstieg auf den Lugauer. Radmer ist auch Etappenort entlang des Nordalpenwegs, einem österreichischen Weitwanderweg.
In der Umgebung befinden sich mehrere Almen wie z. B. die Seekaralm, die Kammerlalm, die Neuburgalm oder die Schafbödnalm, wobei auch die Brunnkaralm am Fuße des Zeiritzkampel sehenswert ist. Das Wandergebiet um Radmer zeichnet sich auch dadurch aus, dass es im Herbst meist nebelfrei ist.

## Politik

### Gemeinderat
In den Gemeinderat werden neun Mandatare gewählt:
- Die Gemeinderatswahl 2005 brachte folgendes Ergebnis: SPÖ: 5, ÖVP: 4.[17]
- Die Gemeinderatswahl 2010 brachte folgendes Ergebnis: SPÖ: 5, ÖVP: 4.[18]
- Die Gemeinderatswahl 2015 brachte folgendes Ergebnis: SPÖ: 5, ÖVP: 4.[19]
- Die Gemeinderatswahl 2020 brachte folgendes Ergebnis: SPÖ: 5, ÖVP: 4.[20]
- Die Gemeinderatswahl 2025 brachte folgendes Ergebnis: ÖVP: 5, SPÖ: 4.[21]

### Bürgermeister
- 1989–2012 Siegfried Gallhofer (SPÖ)
- 2012–2024 Ludwig Gottsbacher (SPÖ)
- 2024–2025 Gerhard Winter (SPÖ)[22]
- seit 2025 Klaus Gottsbacher (ÖVP)[23]

### Wappen
Die Werkzeuge Schlägel und Eisen weisen auf den langen Erzabbau hin. Der Tannenreisigkranz steht für den Waldreichtum der Gemeinde.

## Persönlichkeiten

### Mit Radmer verbundene Persönlichkeiten
- Thomas Cardeza (1875–1952), US-amerikanischer Unternehmer und Entdecker
- Philipp Franz zu Guttenberg (* 1973), Land- und Forstwirt